# Вале Ломелина
Вале Ломелина (итал. Valle Lomellina) је насеље у Италији у округу Павија, региону Ломбардија.
Према процени из 2011. у насељу је живело 2067 становника. Насеље се налази на надморској висини од 103 м.

## Становништво
| 1931. | 1936. | 1951. | 1961. | 1971. | 1981. | 1991. | 2001. | 2011. |
| ----- | ----- | ----- | ----- | ----- | ----- | ----- | ----- | ----- |
| 3.325 | 3.396 | 3.362 | 3.065 | 2.568 | 2.472 | 2.284 | 2.229 | 2.153 |